# Костел святого Архангела Михаїла (Дунаївці)
Костел святого Архангела Михаїла — костел міста Дунаївці Хмельницької області. 

## Історія
На початку XVII століття у Дунаївцях за сприяння Конецпольських було споруджено мурований костел, який у 30-х роках облаштували Станіславські (вони подарували парафії село Дем'янківці). У храмі знаходились надгробки Чацьких та Красінських, виконані в стилістиці Канови італійцем Карло Альбачіні (1777-1858рр.). Проте цей костел був знищений радянською владою.
Старі люди розповідають таку легенду про заснування Дунаєвецького костелу: одного разу вельможна польська пані, мандрувала Поділлям у власній кареті зі слугами. Вона заблукала серед лісів. Після поневірянь, стомлені подорожні врешті під’їхали до містечка Дунаївці – на знак подяки Богу за порятунок пані зафундувала в Дунаївцях будівництво храму.
Історичні джерела говорять, що костел в Дунаївцях було збудовано за сприянням шляхтичів Конецпольських та зі згоди Кам’янецького єпископа Павла (очевидно Волуцького) в 1639 році. До парафії приписано с. Дем’янківці, яке належало польському підкоморію Михайлу Станіславському. Цей костел був знищений турками в кінці XVIII ст., але відбудований вже у 1718-21 рр. за кошти летичівського підстолія М. Кройцера і зусиллями отця А. Висоцького. Єпископ Кам’янецький Стефан Рупнєвський встановив тоді у дієцезії 4 деканати: Дунайгородський, Сатанівський, Меджибізький та Язловецький.
У 1742 році єпископ Вацлав Ієронім Сіраковський провів новий перерозподіл дієцезії. В результаті цього розподілу до складу Дунайгородського деканату ввійшли такі парафії: м. Черче, м. Смотрич (і села Вишневецька Гута, Грицьків, Носаківці, Черна, Смотричівка, Слобідка, Ріпенці, Рудка, Криничани, Стара Гута, Цикова), м. Тинна (і села Тернава, Підлісна, Томашівка, Лисогірка, Карабчієв, Напільний Карабчієв), м. Залісці (і села Зелене, Балин, Балинська Слобідка, Слупенці, Шатава, Михайлівка, Свистівка, Блищанівка), м. Китайгород, Лківці, Ушиця, м. Сокілець (і села Іванчик, Лисець), м. Дунайгород (і села Побійна Мала, Побійна Велика, Сивороги, Чаньків, Іванківці, Мушкутинці, Панасівка, Воробіївка, Січинці, Красилівці, Городище, Голозубинці, Рачинці, Кривчик, Багнівка, Дем’янківці, м. Ненківці), м. Мукарів (і села Мукарів Старий, Мукарів Новий, Вихрівка, Татариска, Міцівці, Кріївка, слобідка Ярова, Нестерівці, Ганнівка, Гірчична, Маліївці, Синяківці, Кужелова, Кужелівка) а також Солобківці, Зіньків та Віньківці з навколишніми селами.
В кінці XVIII на початку XIX ст., в результаті нової реорганізації дієцезії, Дунайгородський деканат був ліквідований, а Дунаєвецька парафія ввійшла до складу Ушицького Деканату.
Дунаєвецький костел мав назву св. Архангела Михаїла. У 1797 році в с. Миньківці поміщиком Ігнатієм Маркоцьким зведено філіальний костел Воздвиження Хреста.
Храм і монастир Капуцинів сьогодні
В цих самих роках у містечку також почав діяти костел і монастир братів менших Капуцинів під покровом Непорочного Зачаття Пресвятої Діви Марії та св. Станіслава. Його будівництво було розпочато 1751 року володарем Дунаєвецького ключа, воєводою Познанським, Станіславом Потоцьким. Старий Дунаєвецький костел знаходився на території сучасного Хлібзаводу і не зберігся, а Капуцинський храм проіснував до наших днів – сьогодні це православна церква.
У 1810 році костел св. Михаїла Архангела був відремонтований і оновлений завдяки пожертвуванням Антоніни Красінської, яка також прикрасила його величними іконами пензля відомих італійських художників. Можливо це були ікони Ісуса Христа і Діви Марії, які знаходились по боках від головного вівтаря і про які згадують у своїх розповідях очевидці.
На підставі розпорядження Кам’янецького єпископа Франциска Боргеша Мацкевича, відомого своїми стараннями про освіту люду, від 1812 року при Дунаєвецькій парафії мала відкритися парафіяльна школа. У 1825 році Антоніна Красінська вимурувала для цієї школи новий двоповерховий будинок, який знаходився біля муру монастиря Братів Капуцинів і зберігся до сьогодні (приміщення навчально-виробничого комбінату). У школі була бібліотека, тут жив і вчитель. У 20-х рр. XIX ст. ним був Павел Зіппер.
Автор книги “Римское Католичество и его иерархия на Подолье” В. Сімошкевич, якого важко запідозрити в симпатії до католиків, однак стверджує, що «особливо добрими були школи в Городку, Сатанові, Терноруді, Проскурові, Ярмолинцях, Дунаївцях і Зінькові»
Таблиця кількості учнів школи в 20-х рр. XIX ст.
Рік - Навчалось учнів
1821 - 29
1825 - 30
1826 - 28
1827 - 25
З таблиці видно, що кількість учнів з роками стає все меншою. Слід зазначити, що XIX ст. становище Католицької Церкви на території Російської імперії було дуже складним, адже після приєднання цих земель до складу Імперії, католики вели нелегке змагання з вороже налаштованою царською адміністрацією за збереження своїх впливів. Важко щось твердити про долю цієї школи в роки особливого посилення реакції царської влади після польського повстання 1831-33 рр. і в наступні десятиліття, коли було категорично заборонено все польське чи католицьке. Однак, навіть і в 30-і рр.. ХХ століття в Дунаївцях все ж таки працювала польська школа.
На основі аналізу різних історичних джерел, складено також таблицю, яка відображає кількість парафіян Дунаєвецького костелу св. Михаїла Архангела.
Рік - Кількість
1825 - 2207
1826 - 2288
1863 - 3638
1906 - 5403
Завдяки душпастирській праці з роками кількість парафіян зростає. Але очевидно, що це також було пов’язано з ліквідацією у 1832 році костелу і монастиря Капуцинів. У 1830 році російським царем було заборонено діяльність монахів на території імперії (оскільки монастирі якимось чином надавали допомогу учасникам польського повстання), тому саме в цьому році брати капуцини змушені були покинути м. Дунаївці, а їхній костел було передано Православній Церкві, яка знаходилась у цьому приміщенні аж до її закриття Радянською владою.
Що ж до костелу св. Михаїла Архангела, то вже на початку XX ст.. кількість парафіян його парафіян зросла майже у два з половиною рази в порівнянні до 1825 року. За розповідями очевидців костел був значно меншим за розмірами від сьогоднішнього храму, але завдяки розташуванню на підвищенні його було видно здалеку. Високе приміщення зі склепінчастим верхом та вузькими видовженими вікнами. Оточувало його невелике подвір’я, обгороджене кам’яним муром. Біля входу, зліва за брамою знаходилась дзвіниця із 4 дзвонами. За костелом, знаходився дім священника і криниця. Згадують, що за давніх часів у храм вдарила блискавиця, від чого будівля постраждала, тому її довелось “зв’язувати” металевими прутами. Саме тоді, у зв’язку з потребою ремонту, єпископ дав дозвіл на встановлення у Дунаєвецькому костелі ще одного відпусту – у свято Св. Анни. Джерела свідчать про те, що 1904 року костел було відновлено на кошти вірян зусиллями о. Рачковського. В середині костелу, поруч головного вівтаря, на стінах знаходились великі образи подаровані на початку XIX ст. А. Красінською, біля них встановлювались відповідні декорації на Різдво та Великдень, однак важко встановити, хто був на них зображений. Свідки подають різну інформацію: одні стверджують, що це були зображення Ісуса Христа і Діви Марії, інші – св. Михаїла Архангела і св. Анни, ще інші називають св. Йосифа. Вівтар у костелі був дерев’яний, різьблений, прикрашений 12 свічками. На стінах, як і у кожному католицькому храмі, мальовані зупинки хресної дороги.
Головна нава розділена на три частини двома рядами колон. На одній з передніх колон було розп’яття перед яким молились парафіяни. Тут стояло 6 лавок – по три з обох боків. Чоловіки завжди займали праву сторону, а жінки ліву. Храм освітлювався великою кількістю свічок. Фасад храму прикрашали 4 колони та скульптури двох ангелів біля входу, які тримали в руках хрести.
Під час богослужіння грав орган та співав парафіяльний хор, у костелі відбувалося навчання дітей катехизису до першого причастя. Його проводив органіст. Свято першого причастя відбувалось дуже урочисто. Парафія мала два відпусти, один з них у свято Михаїла Архангела. Єпископський візитатор відмічає, що у 1825 році стан костелу і парафії в Дунаївцях може бути прикладом для інших.
У 1826 році помирає вікарій Комарніцкий, а приїжджає 30-ти літній вікарій Ігнатій Крузкотський, висвячений цього ж року на священника. В Дунаєвецькій парафії діяла також капличка в с. Миньківці.
Свята Меса відправлялася латинською мовою, а проповідь священник говорив польською. Перед св. Месою віряни співали Розарій, також молились Годинки. До Дунаївців приходили католики з сіл: Дем`янківці, Іванківці, Могилівка, Січинці, Панасівна, Ганнівка, Мушкутинці, Голозубинці (тут капличка була дуже мала). Настоятелем  Дунаєвецького костелу на початку 20-го ст. і до своєї смерті, десь у кінці 20-х рр., був о. Фортунат Рачковський 1868 р.н., рукоположений в 1898 р., магістр теології. За переказами він похований на міському католицькому кладовищі  (нинішня територія нашого храму). У цьому ж склепі, як згадують старі люди, похований отець Антоній Павловський та вікарій о. Болеслав. Отець Фортунат був високий, худорлявий, суворий священник. У 20-х роках разом із ним розпочав працю о. Антоній Матушевич. Він теж був магістром теології. У 1911-1915 рр. був вікарієм парафії Проскурів і капеланом у с. Мацьківці. У 1920 р., о. Антоній був призначений настоятелем в Дунаївцях, а також адміністратором парафій Залісці, Жванчик і Ушиця. Заарештований 19.01.1930 р. і ув’язнений в політ ізоляторі у Ярославлю. У групі перебували понад  тридцять священників з України. Засуджений на десять років таборів на Соловках і висланий туди у травні 1931 р. Помер там, захворівши на туберкульоз, 10 травня 1936 р. Повідомлення про його смерть надіслав до польського консульства у Москві о. Юзеф Ковальський (лист з 16.05.1936 р.). Гринчевська Цезарія з села Дем’янківці згадує, що під час Різдвяних свят у 1929 році о. Матушевич сказав такі слова з амвону: «Дорогі мої парафіяни! Живіть у злагоді та любові. З цього амвону я навчаю востаннє.»
Дунаєвецький костел було зачинено та розібрано на початку 30-х років.  Старі люди ще пам‘ятають цю жахливу подію: «Костьол валили молоді хлопці – комсомольці. Повалили дуже швидко… Який то був жаль, який то був смуток! Ми стояли навколішки, молилися і плакали, і просили, щоб вони зупинилися, а вони кидали в нас камінням і образами». Багато вірян тоді було заарештовано.
Не дивлячись на те, що храм було зруйновано, віра в людських серцях жила, бо людина сама являється Храмом Святого Духа. І ті, хто залишився вірним Ісусу, не зважаючи на погодні умови, переслідування, на те, що могли бути покаранні зі сторони влади ішли до діючих храмів, одним з яких була  капличка в с. Голозубинці.
З 1975 року до Голозубинець приїздить о. Марек Трофим`як із Кременця. Отець Марек згадував, що службу Божу доводилось відправляти навіть вночі.
У жовтні 1980 р. завдяки невтомним старанням віруючих людей, тут розпочав своє пастирське служіння о. Юзеф Чоп, випускник Ризької Духовної Семінарії. У неймовірно важких умовах, які створювала влада для розвитку релігії, йому вдалося провести ремонт і перебудову Голозубинецької каплиці. На її місці постав невеликий костел під покровительством Непорочного Серця Пресвятої Діви Марії. Але найголовніше, що віряни Дунаєвеччини отримали пастиря, до котрого могли постійно звертатися у різних питаннях і проблемах. Мали можливість регулярної участі у Святій Месі та прийнятті Таїнств.
О. Юзеф Чоп став першим адміністратором Дунаєвецького костелу, будівництво якого розпочалося у травні 1989 року. Ініціатива цього будівництва належала самим парафіянам. Старання щодо одержання дозволу обласної влади підняла Попель Розалія. Хоч позиція обласного керівництва була не зовсім прихильною, однак місцева влада поставилась позитивно до бажання католиків мати свій храм в Дунаївцях. Було обрано керівний орган парафії т.зв. «двадцятку» до складу якої входили: Попель Р., Вінницький В., Прокопійчук О., Чичановська Ф., Закревський Ю., Артковський М., Войцехівський Л., Кросондович О., Шингілевич М.. Першим головою парафіяльного комітету обрали Ліщинського Фелікса, а його заступником – Островського Броніслава.
Дунаєвецькі  католики зводили новий храм усім миром, допомагаючи хто чим міг при будові. До того ж місцева влада віднеслася до ініціативи віруючих зі зрозумінням.
29 вересня 1991 року парафіяльні збори ухвалили Статут парафії. Даний статут було зареєстровано рішенням виконавчого комітету Хмельницької обласної Ради народних депутатів від 16 жовтня 1991 року №173.
Будівельні роботи завершились до осені 1994 року і 30 жовтня цього ж року Дунаєвецький костел, перейнявши назву зруйнованого храму св. Михайла Архангела, був урочисто освячений Кам`янець-Подільским єпископом Яном Ольшанським.
Парафію обслуговують дієцезіальні священники, працюють францисканки-місіонерки згромадження Сестер Францисканок Місіонерок Марії.